# I Am... Sasha Fierce
《I Am... Sasha Fierce》는 미국의 팝 여성 가수 비욘세의 세 번째 정규 음반이다. 이 음반은 콜롬비아 레코드를 통해 2008년 11월 18일 발매되었다. 《I Am... Sasha Fierce》는 2 디스크 형식으로 되어있는데, 첫 번째 디스크는 《I Am...》으로 미디엄 템포로 구성된 알앤비곡과 발라드 팝 노래가 주를 이루며, 두 번째 디스크 《Sasha Fierce》는 비욘세 자기 자신의 또다른 모습으로 일렉트로팝과 유로, 크로스등 빠른 템포의 곡들로 이루어져있다. 앨범의 디럭스 에디테이션은 통상반과 똑같이 2008년 발매되었다.
이 앨범은 대체로 좋은 평가를 받았다. 앨범은 첫 주 482,000 만장을 팔아치워 빌보드 200 차트 1위 데뷔를 한다. 14개의 국가에서 플래티넘 인증을 받아 앨범의 상업적 성공 입증을 했다. 이 앨범은 많은 기록들을 남겼으며, 2009년 EP 형식의 《I Am... Sasha Fierce - The Bonus Tracks》이 발매된다.
《I Am... Sasha Fierce》 중 두 개의 리드 싱글인 〈If I Were a Boy〉와 〈Single Ladies (Put a Ring on It)〉는 모두 세계적인 히트를 쳤다. 〈If I Were a Boy〉는 여덟 개의 국가에서 정상을 차지했으며, 〈Single Ladies (Put a Ring on It)〉는 수 많은 인기를 얻으며 빌보드 핫 100에서 1위를 한다. 그 외 싱글 〈Diva〉와 〈Ego〉, 〈Halo〉, 〈Sweet Dreams〉 등 연이어 발표한 싱글들이 모두 히트를 쳤다. 2009년 11월 발표된 여덟 번째 싱글 〈Video Phone〉은 미국의 팝 스타 레이디 가가가 피처링으로 참여하기도 했다.

## 트랙 리스트

### I Am...Sasha Fierce (Deluxe Edition)
CD1
1. "If I Were a Boy" – 4:10
2. "Halo" – 4:21
3. "Disappear" – 4:28
4. "Broken-Hearted Girl" – 4:39
5. "Ave Maria" – 3:42
6. "Smash into You" (Knowles, Stewart, Nash, T. Harrell) – 4:31
7. "Satellites" – 3:07
8. "That's Why You're Beautiful" (Andrew Hey, James Fauntleroy II, Knowles) – 3:41
9. "Save the Hero" (bonus track) – 4:34
10. "Si Yo Fuera un Chico" (bonus track) (Gad, Jean) (Mexican bonus track, Spanish iTunes bonus track) – 4:09

CD2
1. "Single Ladies (Put a Ring on It)" – 3:13
2. "Radio" – 3:38
3. "Diva" – 3:21
4. "Sweet Dreams" – 3:28
5. "Video Phone" – 3:35
6. "Hello" (Knowles, Ramon Owen, David Quiñones, Bogart) – 4:16
7. "Ego" (Elvis "BlacElvis" Williams, Harold Lilly, Knowles) – 3:56
8. "Scared of Lonely" (Darkchild, LaShawn Daniels, Cristyle, Love, Solange Knowles, B. Knowles) – 3:42
9. "Why Don't You Love Me" (pre-order bonus track) (B. Knowles, S. Knowles, Angie Beyince, Bama Boyz) – 3:37

### I Am...Sasha Fierce (Standard Edition)
CD1
1. "If I Were a Boy" (Toby Gad, BC Jean) – 4:10
2. "Halo" (Beyoncé Knowles, Ryan Tedder, Evan Kidd Bogart) – 4:21
3. "Disappear" (Knowles, Amanda Ghost, Hugo Chakrabongse, Dave McCracken, Ian Dench) – 4:28
4. "Broken-Hearted Girl" (Kenneth "Babyface" Edmonds, Mikkel S. Eriksen, Tor Erik Hermansen, Knowles) – 4:39
5. "Ave Maria" (Knowles, Ghost, Dench, Makeba, Eriksen, Hermansen) – 3:42
6. "Satellites" (Ghost, McCracken, Dench, Knowles) – 3:07
7. "Save the Hero" (bonus track) (Knowles, Ali Tamposi, Rico Love, James Scheffer) – 4:34

CD2
1. "Single Ladies (Put a Ring on It)" (Christopher Stewart, Terius Nash, Thaddis "Kuk" Harrell, Knowles) – 3:13
2. "Radio" (Scheffer, Love, Dwayne Nesmith, Knowles) – 3:38
3. "Diva" (Knowles, Shondrae Crawford, Sean Garrett) – 3:21
4. "Sweet Dreams" (Knowles, Scheffer, Wayne Wilkins, Love) – 3:28
5. "Video Phone" (Knowles, Crawford, Garrett, Angela Beyincé) – 3:35

## 차트
| 차트 (2008–2011)              | 최고 순위 |
| ----------------------------- | --------- |
| 아르헨티나 앨범 차트          | 7         |
| 오스트레일리아 앨범 차트      | 3         |
| 오스트레일리아 어반 앨범 차트 | 1         |
| 오스트리아 앨범 차트          | 20        |
| 벨기에 앨범 차트 (플랑드르)   | 10        |
| 벨기에 앨범 차트 (왈로니아)   | 32        |
| 브라질 앨범 차트              | 2         |
| 캐나디안 앨범 차트            | 6         |
| 크로아티아 앨범 차트          | 1         |
| 체코 앨범 차트                | 5         |
| 덴마크 앨범 차트              | 25        |
| 네덜란드 앨범 차트            | 6         |
| 유러피안 탑 100 앨범          | 3         |
| 프랑스 앨범 차트              | 20        |
| 독일 앨범 차트                | 17        |
| 그리스 국제 앨범 차트         | 3         |
| 헝가리 앨범 차트              | 8         |
| 아일랜드 앨범 차트            | 1         |
| 이탈리아 앨범 차트            | 16        |
| 일본 오리콘 앨범 차트         | 3         |
| 멕시코 앨범 차트              | 66        |
| 뉴질랜드 앨범 차트            | 3         |
| 노르웨이 앨범 차트            | 2         |
| 폴란드 앨범 차트              | 1         |
| 포르투갈 앨범 차트            | 2         |
| 러시아 앨범 차트              | 8         |
| 스페인 앨범 차트              | 7         |
| 스웨덴 앨범 차트              | 5         |
| 스위스 앨범 차트              | 7         |
| 영국 음반 차트                | 2         |
| 영국 스코틀랜드 앨범 차트     | 10        |
| 미국 빌보드 200               | 1         |
| 미국 탑 알앤비/힙합 앨범      | 1         |

| 차트 (2008)                   | 순위 |
| ----------------------------- | ---- |
| 오스트레일라 앨범 차트        | 50   |
| 오스트레일리아 어반 앨범 차트 | 6    |
| 네덜란드 앨범 차트            | 75   |
| 핀란드 앨범 차트              | 38   |
| 프랑스 앨범 차트              | 176  |
| 그리스 앨범 차트              | 25   |
| 스웨덴 앨범 차트              | 66   |
| 영국 음반 차트                | 38   |
| 미국 빌보드 200               | 10   |
| 세계                          | 12   |
| 차트 (2009)                   | 순위 |
| 오스트레일리아 앨범 차트      | 10   |
| 오스트레일리아 어반 앨범 차트 | 2    |
| 벨기에 앨범 차트 (플랑드르)   | 14   |
| 벨기에 앨범 차트 (왈로니아)   | 57   |
| 브라질 앨범 차트              | 3    |
| 브라질 국제 앨범 차트         | 1    |
| 캐나다 앨범 차트              | 12   |
| 덴마크 앨범 차트              | 58   |
| 네덜란드 앨범 차트            | 11   |
| 유러피안 탑 100 앨범          | 4    |
| 프랑스 앨범 차트              | 104  |
| 독일 앨범 차트                | 42   |
| 헝가리 앨범 차트              | 18   |
| 아일랜드 앨범 차트            | 5    |
| 이탈리아 앨범 차트            | 58   |
| 뉴질랜드 앨범 차트            | 15   |
| 폴란드 앨범 차트              | 53   |
| 스페인 앨범 차트              | 19   |
| 스웨덴 앨범 차트              | 28   |
| 스위스 앨범 차트              | 31   |
| 영국 앨범 차트                | 8    |
| 미국 빌보드 200               | 2    |
| 미국 탑 알앤비/힙합 앨범      | 1    |
| 차트 (2010)                   | 순위 |
| 오스트레일리아 앨범 차트      | 61   |
| 오스트레일리아 어반 앨범 차트 | 9    |
| 오스트리아 앨범 차트          | 69   |
| 브라질 앨범 차트              | 8    |
| 브라질 국제 앨범 차트         | 3    |
| 유러피안 탑 100 앨범          | 34   |
| 영국 음반 차트                | 48   |
| 미국 빌보드 200               | 84   |
| 미국 알앤비/힙합 앨범         | 25   |
| 차트 (2011)                   | 순위 |
| 오스트레일리아 어반 앨범 차트 | 33   |
| 영국 음반 차트                | 136  |

| 차트 (2000–09)  | 순위 |
| --------------- | ---- |
| 미국 빌보드 200 | 178  |

| 차트                     | 순위 |
| ------------------------ | ---- |
| 오스트레일리아 앨범 차트 | 41   |
| 그리스 앨범 차트         | 98   |
| 포르투갈 앨범 차트       | 18   |
| 스페인 앨범 차트         | 37   |

## 수상목록

### 그래미상
2010년
- Best Female Pop Vocal Performance Won 《I Am... Sasha Fierce》
- Song of the Year Won 〈"Single Ladies (Put a Ring on It)"〉
- Best Female R&B Vocal Performance Won 〈"Single Ladies (Put a Ring on It)"〉
- Best R&B Song Won 〈"Single Ladies (Put a Ring on It)"〉
- Best Contemporary R&B Album 《I Am... Sasha Fierce》